# Al Bundy
Al Bundy ist als Familienvater und Schuhverkäufer eine fiktive Figur aus der US-Sitcom Eine schrecklich nette Familie.
Die Figur wurde von dem US-amerikanischen Schauspieler Ed O’Neill porträtiert. Ihre enorme Popularität lässt sich durch den großen Erfolg der Serie Anfang der 1990er Jahre auch außerhalb der Vereinigten Staaten und der Darstellung O’Neills als einfachen Angestellten aus der unteren Mittelschicht erklären.
Bis auf eine Szene in der Episode Die Reise in die Vergangenheit, in der ihn die Grundschul-Bibliothekarin Alphonse Bundy nennt, wird er in der deutschen Synchronisation von allen nur kurz Al genannt (anders im englischen Original, zum Beispiel spricht ihn Peg in der Folge Stepford Peg mit seinem vollen Namen „Albert“ an, um die Ernsthaftigkeit der Situation zu unterstreichen). Er ist ein eher schlampiger Charakter und ständig schlecht gelaunt. Des Weiteren wird er nicht müde, die Wendungen in seinem Leben zu bedauern, die ihn seit dem Ende der High School begleitet haben, als er wegen der Heirat nicht auf dem College Football spielen konnte.

## Biographie
Al Bundy, wohnhaft in Chicago und geboren am 7. November 1948 (in der Folge Mit Stewardessen spaßt man nicht wird allerdings erwähnt, dass er am 23. eines nicht näher erwähnten Monats geboren wurde), war ein äußerst erfolgreicher High-School-Footballer, der ein Stipendium von einem College erhielt. Als er auf einer Party auf Peggy Wanker traf und sie schwängerte, sah er sich gezwungen, seinen Ferienjob als Schuhverkäufer zu seinem Hauptberuf zu machen und seine Sportlerkarriere aufzugeben.
In seiner Zeit bei den fiktiven Polk High Panthers erzielte er in dem entscheidenden Stadtmeisterschaftsspiel von 1966 gegen die ebenfalls fiktive Andrew Johnson High School vier Touchdowns in einem Spiel – darunter auch den entscheidenden kurz vor Schluss, als er sich gegen seinen Rivalen „Ersatzreifen“ Dixon durchsetzen konnte. Dixon wurde in der Folge Der Nachtwächter von Bubba Smith gespielt.
Mit dieser Geschichte nahmen die Drehbuchschreiber eine leicht veränderte Episode aus O’Neills Jugend in die Serie auf. In seiner Jugend bekam er ein Angebot der Pittsburgh Steelers, allerdings hinderte ihn eine Verletzung und keine Frau an einer Profikarriere.

### Familie
Al Bundy lebt mit seiner Familie in einem Randbezirk von Chicago und ist mit der faulen, rothaarigen Margaret „Peggy“ Wanker verheiratet. Irrtümlicherweise fragte er sie, seine Frau zu werden, nachdem er sich zuvor betrunken hatte.
Zusammen mit seiner Frau hat er zwei Kinder, Sohn Budrick Franklin, genannt Bud, von Al nach einem Bier benannt, und Tochter Kelly, von ihm aufgrund ihrer geringen Intelligenz oft nur „Dumpfbacke“ genannt. Dies trifft aber nur auf die synchronisierte Fassung zu. Im Original nennt er sie eher liebevoll „pumpkin“ (etwa „Mäuschen“, „Schatz“, wörtlich „Kürbis“).
Die Schwiegermutter von Al ist in der Serie nie zu sehen, es gibt aber mehrere Anspielungen auf ihr Übergewicht und ihre Alkoholkrankheit.
Obgleich jede Möglichkeit genutzt wird, Frau und Kinder zu beleidigen oder zu schikanieren, besteht doch ein eindeutig liebevolles Verhältnis zu seiner Familie. Beispielsweise ist er – vor allem in früheren Staffeln der Serie – ständig besorgt um Kellys schulische Leistungen und ihre auf der Kippe stehende Versetzung. Des Weiteren achtet er darauf, mit welchen männlichen Partnern sie verkehrt. Nicht selten lässt er in seinen Augen zweifelhafte Personen gegen Wände oder die Haustür laufen. In Vater-Sohn-Gesprächen warnt er Bud davor, nicht dieselben Fehler wie er zu machen, und auch Peg bekommt – soweit für ihn machbar – ihre Wünsche erfüllt, seien es Sex, Geld oder materielle Dinge. Des Weiteren hat er im Kofferraum seines Autos ein Bild seiner Familie.

### Job und Finanzen
Al Bundy ist Schuhverkäufer im Schuhgeschäft Gary’s Shoes and Accessories for Today’s Woman im Einkaufszentrum New Market Mall in Chicago. Al hasst seinen Beruf und verliert ihn auch mehrere Male aufgrund verschiedener Umstände, jedoch ist seine Abwesenheit stets nur von kurzer Dauer und er landet am Ende der Folgen wieder im Schuhladen.
In der Serie gibt es viele Anspielungen darauf, dass er nur ein sehr geringes Gehalt bezieht. Jedoch wohnen die Bundys in einem vergleichsweise vorzeigbaren Haus, was für einen Geringverdiener nur durch exzessives Schulden machen zu bezahlen wäre. In einer Folge wird ihm bei einem vorzeitigen Rentengang eine Prämie in Aussicht gestellt – 12.000 US-Dollar, die er auch annimmt. Diese wird allerdings von seiner Familie in weniger als einer Stunde ausgegeben, so dass er wieder arbeiten gehen muss.
Bemerkenswert sind auch die vielen Rechnungen, die durch die exzessiven Einkaufstouren seiner Frau und die Telefonate seiner Kinder (Hotline für Rockmusik und Pussynotruf) und durch andere Unglücke verursacht wurden. Allerdings fällt es Al Bundy leicht, pünktlich die Hypothek für das Haus zu bezahlen.
Er ist stolzer Besitzer eines Dodge Dart Sport (tatsächlich ist dies aber ein 1972er Plymouth Duster, der als Dodge dargestellt wird). In einer Episode erwähnt Bud, dass der Dodge aus Teilen anderer alter und kaputter Fahrzeuge dieser Marke gebaut wurde. Trotzdem kommt er immer wieder mit diesem Fahrzeug an, obwohl er zeitweise in anderen Autos fährt oder sein Auto vor dem Schrottplatz durch ein Ersatzteil aus Kuba gerettet wird. Das Auto ist ihm gegenüber einer alten Freundin genauso peinlich wie der Job  (was ist aus dir geworden, nach dem Ferienjob im Schuhgeschäft und dem schrottreifen Dodge? // Lass uns das Thema wechseln.).

### Verhältnis zur Nachbarschaft
Al Bundy ist in seiner Nachbarschaft relativ unbeliebt. Als das Gerücht umgeht, er sei gestorben, veranstalten die Nachbarn ein Fest mit dem Song Ding Dong, the shoe man’s dead; als Al aber wieder auftaucht, nennen sie es einen grausamen, grausamen Scherz (Folge Goldrausch Teil 2).
Gerade in früheren Staffeln der Serie wird Al beim Nachhausekommen von seinen Nachbarn ob seiner beruflichen und familiären Situation beleidigt und aufgezogen. Allerdings prallen diese Sprüche an ihm ab und er scheut sich nicht, bissige Kommentare und Antworten zu geben.
Sein Lieblingsopfer ist allerdings die direkte Nachbarin Marcy Rhoades/D’Arcy. Wegen ihrer sehr schlanken Beine, vor allem aber wegen ihrer sehr schwach ausgeprägten Brust wird sie von Al oft „Huhn“ genannt.

## Persönlichkeit
Al hat eine an Hass grenzende Abneigung gegen übergewichtige Frauen und lässt keine passende Situation ungenutzt, seine Abscheu durch Beleidigungen auszudrücken. Besonders häufig werden die Kundinnen in seinem Laden Opfer der Sprüche.
Sein Lebensinhalt ist die Welt des Sports. So hat er im Laufe der Jahre ein enormes Wissen über nahezu jede mehr oder weniger bekannte Sportart angesammelt. Als die Gameshow Touchdown Trivia Kandidaten für ihre Sendung sucht, kann er ohne jegliche Mühe die Konkurrenten in der Probeshow ausschalten und sich für die „echte“ Show qualifizieren. Jedoch untersagen die Produzenten ihm, daran teilzunehmen, da seine Persönlichkeitswerte „irgendwo zwischen dem Bundestrainer und einem kräftigen Schluck lauwarmen Wasser“ liegen.
Besonders interessiert ist er am Verfolgen von Baseball- und Football-Spielen sowie von Wettbewerben wie „Bikini-Mädchen, die im Öl ringen“ vom heimischen Sofa aus. Allerdings hat er auch Talente als aktiver Sportler, zum Beispiel als Bowler. Er ist oft mit seinen Freunden auf der Bowlingbahn, wo er an Turnieren teilnimmt (die er dann auch meistens gewinnt) oder einfach nur aus Spaß spielt. In der Hinsicht ist er sehr überzeugt von sich, da er schon „Strike“ sagt, bevor die Bowlingkugel die Pins überhaupt erreicht hat. Letztendlich wird es dann auch zu 99 % ein Strike. Wenn nicht, bemerkt er es auch schon vorher und bricht seinen „Strike“-Ruf ab. Zu gewinnen und somit seine Ehre aufrechtzuerhalten, ist ihm wesentlich wichtiger als hohe Geldsummen oder das Wohlbefinden seiner Frau, was er auch oft sagt oder zeigt.
Als in der nationalen Baseballliga aufgrund eines Lockouts keine Spiele stattfanden, gründete er kurzerhand zusammen mit einigen Freunden eine eigene Liga: die „Nationale Nacktbarliga“. Wider Erwarten – vor allem Peg macht sich über diese Pläne lustig – wird die Liga ein großer Erfolg. Allerdings können sich Spieler und Besitzer der Teams wie in der echten Liga nicht auf eine Prämie einigen, und so findet das entscheidende Meisterschaftsspiel, für das sich Al und seine Freunde qualifiziert hatten, nicht statt, und sein erlangter Ruhm wird schnell vergänglich.
Al Bundy ist passionierter Griller, liebt Bier und ist leidenschaftlicher Sammler seines Lieblings-„Tittenmagazins“ Big’uns. Seine Lieblingsserie war bis zu ihrer Absetzung wegen zu viel Gewalt die fiktive Sendung Psycho Dad, sein Lieblingsfilm ist Hondo.
In der Serie wird Al Bundy als Patriot dargestellt. Bei einem Besuch in England nutzt er jede Gelegenheit, um mit seiner US-Staatsbürgerschaft zu protzen. Auch ist er ein großer Fan von John Wayne und ein stolzer Anhänger von Dwight D. Eisenhower. Des Weiteren lästert er gerne über die Franzosen.

## NO MA’AM

Logo von NO MA’AM

NO MA’AM ist die von Al Bundy und seinen Freunden ins Leben gerufene Organisation zur Bekämpfung der Machtergreifung von Frauen in der Gesellschaft. Die Abkürzung steht für National Organisation of Men Against Amazonian Masterhood (deutsch Nationale Organisation der Männer gegen die Amazonen-Machtausübung). Sie wurde spontan gegründet, als Jerry Springer sich in seiner Talkshow als männlicher Feminist geoutet hatte.
In seiner Funktion als Präsident der Organisation wird sein großes Rednertalent deutlich. So spricht er als Vertreter der Gruppe unter anderem vor dem US-Senat in Washington, D.C., um gegen die Absetzung seiner Lieblingsserie Psycho Dad zu protestieren.
Als die Regierung die Biersteuer anheben wollte, startete Al den Versuch, NO MA’AM als kirchliche Vereinigung darzustellen und somit der Steuererhöhung zu entkommen. Der Versuch scheiterte jedoch.

## Verhältnis zu den anderen Charakteren

### Peggy Bundy
Seine Ehefrau (gespielt von Katey Sagal) gilt für ihn als der Grund für all sein Unglück, welches ihm seit der High-School widerfahren ist. Sie selbst weist aber jede Schuld von sich. Beide beleidigen sich gerne gegenseitig. So betitelt Al sie gerne als „große rote Maschine“ oder als „Couchmonster“, Peg kontert diese Sprüche allerdings schnell und bezeichnet Al als „Sultan des Schweißes“ und in einem Cartoon als „Mann mit der leeren Hose“. Während vor allem in früheren Staffeln der Sitcom beide Partner noch bereitwillig den Beischlaf vollziehen, wird in späteren Episoden eine Abneigung gegen diese ehelichen Pflichten deutlich. In der Sitcom gibt es verschiedene Anspielungen auf eine Sexsucht von Peggy sowie Als schwach ausgeprägte Manneskraft.
Trotz dieser Beleidigungen und anderer offenkundiger, nicht nur verbaler Geringschätzungen besteht zwischen beiden doch ein unterbewusstes inniges Verhältnis. Dies wird besonders in der Dreifachfolge Scheiden tut weh aus der 11. Staffel deutlich, als sich die beiden kurzzeitig trennen.

### Kelly Bundy
Seine geistig minderbemittelte Tochter Kelly (Christina Applegate) bezeichnet er in der deutschen Synchronisation oft nur barsch als „Dumpfbacke“ (im Original jedoch als pumpkin, wörtlich Kürbis, was sinnbildlich übersetzt eher „Mäuschen“ bedeutet). Ihre Verehrer, meist sittenlose, heruntergekommene Rocker oder Punks, werden aus Angst vor Kellys sittlicher Verwahrlosung meistens von Al verprügelt und er lässt sie gegen diverse Wände und Türrahmen laufen. Ausnahmen bilden lediglich Partner, die finanziell gut gestellt sind und demnach Al ein besseres Leben ermöglichen könnten.
In einer Rückblende ist Kelly ein kleines schlaues Mädchen, welches erst durch einen von Al verursachten Autounfall, wo sie sich den Kopf stößt, zum dummen Blondchen wird.
Kellys Outfits sind häufig sehr sexy bis fast schon nuttig, meist trägt sie Miniröcke oder Minikleider. Kelly träumt von einer Karriere als Schauspielerin, spricht dazu auch hin und wieder vor, bekommt den Job aber nie. Sie hat hin und wieder Erfolg als sexy Werbefigur für lokale Produkte oder Firmen.

### Bud Bundy
Ein typisches Vater-Sohn-Verhältnis besteht zu seinem Sohn (David Faustino) nicht. Wann immer Bud väterlichen Rat beanspruchen möchte, ist Al gerade mit Dingen beschäftigt, die in seinen Augen wichtiger sind, etwa mit dem Verfolgen von College-Football-Spielen vor dem Fernseher oder mit dem Lesen seiner Tittenmagazine. Der einzige Rat, den Al Bud regelmäßig mit auf den Weg gibt, ist, niemals zu heiraten. Buds Mutter sprach einmal von der großen Belastung von Bud als Baby, weil sie ihm alle 2–3 Tage die Windeln wechseln musste. Bud lernte somit notgedrungen, sich selbst die Windeln zu wechseln. Buds erstes Wort war „Titten“. Sexuell ist er lange unerfahren, da er bei echten Frauen selten ankommt. Deshalb nutzt er Gummipuppe Isis und praktiziert ausgiebig die Selbstbefriedigung, worüber sich Kelly in späteren Folgen lustig macht. Seine ersten sexuellen Erfahrungen macht er ausgerechnet mit der Braut seines Cousins Jimmie,  die vor der Hochzeit schlechten Sex haben wollte, um sich das fremdgehen abzugewöhnen. Der ist allerdings ein Psychopath, zwei Köpfe größer als Bud und sehr kräftig, allerdings ahnungslos, wer seine Braut entehrt hat. Er bittet sogar Bud um Hilfe bei der Suche nach dem Fremdgänger und verdächtigt zunächst den Nachbarn Jefferson, der dafür mächtig Prügel bezieht und von Marcy angekeift wird. Buds dezenter Hinweis, dass es sich bei dem Fremdgänger um jemand anders namens Bud handeln könnte, wird mit kollektivem Gelächter und Marcys Hinweis quittiert, dass Bud in einer spontanen Umfrage bei den Frauen der Nachbarschaft unbeliebter als ein 88-jähriger impotenter Rollstuhlfahrer ist. Das und die Tatsache, dass Jimmie kurze Zeit später eine neue Freundin findet, bewahren ihn davor, das gleiche Schicksal wie der hauseigene Briefkasten zu erleiden, nämlich zu einem unförmigen Klumpen zerquetscht zu werden.
Bud lernt früh, dass er auf sich allein gestellt ist und er hat somit auch keine Probleme damit, etwaige Geschäftsmodelle seines Vaters zu seinem eigenen Vorteil zu sabotieren. Er verkauft zum Beispiel Bilder von Kelly und ihrem älteren Liebhaber, einen verheirateten Abgeordneten der Stadt, an die Presse, wohl wissend, dass er so die Beziehung ruinieren und daraus erzielte Vorteile beenden wird. Kommt es aber irgendwann zum Showdown, steht er fest zu einem Familienangehörigen.

### Steve Rhoades
Zu seinem früheren Nachbarn Steve (David Garrison) besteht ein durchaus freundliches Verhältnis, jedoch wird in vielen Episoden Steves kaum ausgeprägtes Selbstbewusstsein deutlich. Al erkennt das und versucht Steve in vielen Einzelgesprächen auf der Couch der Bundys zu manipulieren und gegen seine eigene Ehefrau, Marcy, aufzuhetzen. Steve besitzt eine vergleichsweise hohe Bildung, in den Gesprächen mit Al lässt er sich allerdings auf geradezu naive Art von Al beeinflussen, wenn Al ihm seine Sicht der Dinge erklärt. So kann er beispielsweise Steve davon überzeugen, ohne vorherige Absprache mit seiner Frau einen 1965er Ford Mustang zu kaufen.
Später gewährt Steve Al einen Kredit über 50.000 Dollar für einen Schuhnotruf, um in einem bankinternen Wettbewerb eine Reise nach Hawaii zu gewinnen, was ihm gelingt. Direkt danach teilt ihm der Manager der Bank mit, dass alle seine bisherigen Kredite geplatzt sind und fragt, ob er für diesen Kredit seinen Job riskieren würde. Auf Steves Verneinung sagt er „Dann tu ich das“. Als Marcy davon erfährt, wütet sie zwar herum, bietet ihm aber an, den Kredit zu übernehmen, indem sie Al 50.000 Dollar leiht, um Steves Kredit zu bezahlen. Der allerdings ist von seinem Schuhnotruf dermaßen überzeugt, dass er Marcys 50.000 Dollar in dessen Fortbestand investiert. Beide Kredite platzen, Steve wird gefeuert und Marcy an den Autoschalter der Bank versetzt. Steve flieht in die Berge und arbeitet fortan als Ranger, worauf Marcy die Scheidung einreicht. Somit ist Al quasi für die Scheidung zwischen Steve und Marcy verantwortlich.
In einzelnen Folgen erfährt man danach mehr über Steves berufliches Versagen, sei es, dass er durch den Diebstahl eines wertvollen Vogeleis seinen Job als Ranger verliert, oder an der Universität, wo er durch seine Tätigkeit als Chauffeur des Universitädirektors von dessen Liebschaft erfährt und deswegen als Dekan eingestellt und durch Marcys Einsatz wieder davon gejagt wird, selbst in einer Piratengeschichte, als „Rubius der Schreckliche“, die Peggy dem kleinen Sieben als Gute-Nacht-Geschichte vorliest und wo er gegen Al Bundy den kürzeren zieht. Auch in der Liebe versagt er jämmerlich, als er von Kelly mit einem Zweitschlüssel versorgt wurde und ohne es zu wissen sich zu der verheirateten Marcy und ihrem Ehemann ins Bett legt. Dabei beleidigt er Marcy einmal unwissentlich ( dein Haar ist heute so weich, es war Jeffersons) und zweimal wissentlich (bei deinen Federn, sag das den jungen Dingern, die im Sommer in die Berge kommen, die können zwar nicht Zinseszins, aber ein Flanellhemd füllen die aus) und ist damit selbst gegen den faulen und arbeitslosen Jefferson aus dem Rennen.

### Marcy Rhoades/D’Arcy
Das Verhältnis zwischen Al und seiner langjährigen Nachbarin Marcy (Amanda Bearse) ist besonders in späteren Staffeln von tiefer Abneigung und von ständigen, diversen Konflikten geprägt. Dies hängt vor allem mit der Entwicklung des Charakters „Marcy“ zusammen, die sich im Laufe der Sitcom von der biederen Bänkerin in eine starke Feministin verwandelt. Auf Grund der dünnen Beine und der schwach ausgeprägten Brust von Marcy nennt Al sie sehr häufig nur „Huhn“ oder „Hühnchen“. Dennoch gibt es auch Folgen, wo beide einer Meinung sind, u. a. als Kelly und Jefferson sich in einem Werbespot küssen sollen und beide dagegen angehen, auch als Steve im Zoo eine Schildkröte klaut und Marcy ihrer Belohnung für die Ergreifung eines Bankräubers als Kaution für Steve zahlt, sich danach mit Al in einer Kneipe betrinkt und über das andere faule Geschlecht herzieht.
Trotzdem ist Marcy mit Peggy befreundet, was erklärt, warum sie fast immer im Haus der Bundys ist. Al kann sie nicht ausstehen, was auf Gegenseitigkeit beruht. Sie lästert gerne über Als Gehalt, Fußgeruch und Haarausfall. Außerdem versucht sie ständig, für ihren Ehemann Jefferson  eine Arbeit zu finden. Der kommt dieser Aufforderung auch mehrmals nach, was aber jedes Mal im Chaos endet.

### Jefferson D’Arcy
Mit dem zweiten Ehemann seiner Nachbarin, Jefferson (Ted McGinley), verbindet Al auf Grund der vielen Gemeinsamkeiten eine feste Freundschaft. Im Unterschied zu Steve lässt sich Jefferson allerdings nicht von Al beeinflussen. Des Weiteren ist Jefferson auch kleineren illegalen Geschäften nicht abgeneigt. So veranstaltet er mehrmals bei Al illegale Pokerrunden, welche von der Polizei auch hin und wieder entdeckt werden, was aber immer folgenlos für ihn bleibt, da zumeist auch Polizisten mit am Pokertisch sitzen. Jefferson war im Gefängnis, weil er unbrauchbare Grundstücke zu überteuerten Preisen verkauft hat. Unter anderem verkauft er Grundstücke am verseuchten fiktiven „Lake Chicamocomico“ auch an Al, welches der für seinen Ruhestand erwirbt. Wegen seiner Verseuchung ist das Gebiet allerdings für viele Jahrhunderte unbewohnbar. Als Al und Bud dennoch dorthin gehen, mutieren sie und es wachsen ihnen Reptilienschwänze.
Jefferson hat nach immer wiederkehrenden Andeutungen für (oder gegen) die CIA gearbeitet. Er hat ein sehr freundschaftliches (geschäftliches) Verhältnis zu Fidel Castro, welcher ihm Ersatzteile für Als Schrottauto überlässt.
Jefferson drückt sich erfolgreich vor jeder regelmäßigen Arbeit und lässt sich von seiner Frau aushalten. Er verbringt viel Zeit in Beautysalons und legt sehr großen Wert auf ein gepflegtes Äußeres. Er ist Mitglied von NO MA’AM, trägt aber unter dem T-Shirt mit dieser Aufschrift auch immer ein YES MA’AM-T-Shirt, für den Fall, dass Marcy die Truppe findet. Er ist grundsätzlich immer der Meinung von Marcy, so lange diese anwesend ist, wechselt diese aber sofort, wenn Marcy weg oder noch nicht da ist. Jefferson macht keinen Hehl daraus, dass er sich von Marcy nur aushalten lässt, will diese Position aber auch nie gefährden.

### Sieben
Sieben ist ein kleiner Junge, der von Peggys Verwandten, welche vorher nie erwähnt werden, bei Al faktisch ausgesetzt wird. Mit ihm versuchten die Produzenten vergeblich die Serie wieder aufzupeppen, da Kelly und Bud inzwischen als Figuren verbraucht schienen. Dieser Trick, neue Figuren mit neuen Charaktereigenschaften einzubringen, schlug fehl. Sieben verschwand nach einigen Episoden ohne weitere Erwähnung. Lediglich auf der ewigen Milchtüte, welche im Kühlschrank steht und immer nur von den Familienmitgliedern mit Wasser aufgefüllt wird, ist in einer Szene nun Sieben zu sehen statt des dort sonst abgebildeten Lindberghbabys.

## Jobs
Al Bundy hatte nebenberuflich mehrere Jobs angenommen – oft auf Grund der Kauflust seiner Frau und der dadurch entstandenen finanziellen Not. Die meisten Jobs waren allerdings eher niedere Arbeiten und wenig lukrativ. Hier eine Auswahl:
- Barkeeper in einer Oben-ohne-Bar
- Weihnachtsmann im Einkaufszentrum
- Wachmann in Buds und Kellys High-School
- Kellys Agent
- Burgerbrater (Staffel 3, Episode 15: „Ich bin mein bester Kunde“)
- Tankwart
- Müllmann
- Hausmeister
- Medium („Madame Zelda“)
- Erfinder eines „Schuhnotrufs“ („Dr. Schuh“) (Staffel 4, Episode 8: „Al wird Unternehmer“)
- Hotelangestellter / Zimmerservice (Staffel 2, Episode 3: „Millionäre bevorzugt“)
- Darsteller in der Werbung für „ZEUS Schuhe“
- Buds Chauffeur (um somit seinen abgelaufenen Führerschein wieder gültig zu machen)
- Oberstes Haupt (Reverend Al) seiner selbstgegründeten Männerkirche
- Lokführer der „Elfen-Eisenbahn“ im Einkaufszentrum

## Zitate
“So you think I’m a loser? Because I have a stinking job that I hate, a family that doesn’t respect me, and a whole city that curses the day I was born? Well, that may mean loser to you, but let me tell you something. Every morning when I wake up, I know it’s not going to get any better until I go back to sleep. So I get up. I have my watered-down Tang and my still-frozen Pop Tart. I get in my car with no upholstery, no gas, and six more payments. To fight traffic just for the privilege of putting cheap shoes onto the cloven hooves of people like you. I’ll never play football like I thought I would. I’ll never know the touch of a beautiful woman. And I’ll never again know the joy of driving without a bag on my head. But I’m not a loser. Because, despite it all, me and every other guy who’ll never be what he wanted to be, is out there, being what we don’t want to be, forty hours a week, for life. And the fact that I haven’t put a gun in my mouth, you pudding of a woman, makes me a winner!”

„Sie glauben ich bin ein Verlierer? Nur weil ich einen scheiß Job habe, den ich hasse? Eine Familie, die mich nicht respektiert? Eine Stadt, die den Tag verflucht, an dem ich geboren wurde? Gut, das ist für Sie vielleicht ein Verlierer, aber ich will Ihnen mal was sagen: Jeden Morgen, wenn ich aufstehe, weiß ich, es kann gar nicht besser werden, bis ich mich wieder schlafen lege. Also steh ich auf, nehme meinen verwässerten Tang [US-amerikanisches Orangensaftpulver] und meine noch gefrorenen Toaster-Kuchen [ungefähr, auch eine US-amerikanische Handelsmarke] zu mir, steige in mein Auto mit durchgesessenen Sitzen, sechs ausstehenden Raten und ohne Benzin. Ich stürze mich in den Verkehr, nur um die Freude zu haben, Leuten wie Ihnen ein paar billige Schuhe an die Hufe zu drücken. Ich werde nie Football spielen, so wie ich es mir vorgestellt habe. Ich werde nie wissen, wie es ist, von einer wunderschönen Frau gestreichelt zu werden. Eigentlich dürfte ich nie wieder Auto fahren ohne Maske über dem Kopf. Aber ich bin kein Verlierer. Weil ich trotz alledem, genau wie jeder andere, der nie sein wird, was er mal sein wollte, mich doch da draußen rumtreibe und das bin, was ich nicht sein wollte, vierzig Stunden pro Woche, lebenslang. Und die Tatsache, dass ich mir keine Kanone in den Mund stecke, Sie Pudding von einer Frau, macht mich zum Sieger!“

“Never wanted to get married – I’m married, never wanted to have kids – I got two of ’em. How the hell did this happen?”

„Ich wollte nie heiraten – ich bin verheiratet, ich wollte nie Kinder – ich habe zwei. Wie konnte das nur passieren?“

“Insurance is like marriage. You pay and pay but you never get anything back.”

„Versicherungen sind wie die Ehe. Du bezahlst und bezahlst und bekommst nie etwas zurück.“

„Es ist doch auch so, dass jemand, der einen VW fährt, ab und zu die Augen schließt und sich vorstellt, es sei ein Ferrari (nachdem Marcy ein Faltblatt mit Miss Oktober über dem Bett gefunden hat, das Steve beim Geschlechtsakt angesehen hat, statt seine Frau)“

## Zitate über Al Bundy
- Al: „Grüne Außerirdische haben meine Socken geklaut“ Peg: „Waren die vorher grün oder erst als sie deine Socken berührt haben?“

- Al: „Was kann ich besser als jeder andere?“ Kelly: „Aus dem Schuh stinken?“

- Marcy: „10 h mit diesen Füssen in einem Flugzeug!!!“

Du leihst diesem Mann, 50.000 Dollar, das sind 1.000 Dollar pro IQ-Punkt. Gib einem Affen eine Pistole, ist nicht der Affe schuld, wenn etwas passiert.
- Peggy weinend: „Ich verliere meinen stinkenden Al.“

- „Gib Al 5 Dollar und du hast seinen Wochenlohn ausbezahlt.“

## Außenwirkung
Die Person Al Bundy hat über die Fernsehserie hinaus auch viele Jahre nach Serienende eine Außenwirkung. So sind T-Shirts mit Al Bundy auch noch 2015 in Geschäften und (Internet-)Versandhäusern erhältlich. 2005 hat ein Darsteller den Künstlernamen Al Bundy für seine Rolle in dem Film Tinsel Town gewählt. Der Charakter Al Bundy hatte verschiedene Fernsehauftritte von unterschiedlichen Schauspielern. So trat 2002 Paul Vogt als Al Bundy in der The Rerun Show auf und Ed O’Neill selbst 1991 in der Fernsehserie Top of the Heap und 2003 in Married… with Children Reunion auf.
In zwei Simpsons-Folgen (S04E21 und S05E15) wird Al Bundy im Fernsehen gezeigt. In der ersten sieht sich Ned Flanders als Sünder an, weil er über einen Sketch gelacht hat.

## Belege
1. ↑  imdb.de
2. ↑  http://www.imdb.de/character/ch0016726/@1@2Vorlage:Toter+Link/www.imdb.de+(Seite+nicht+mehr+abrufbar,+festgestellt+im+August+2018.+Suche+in+Webarchiven) Datei:Pictogram+voting+info.svg Info:+Der+Link+wurde+automatisch+als+defekt+markiert.+Bitte+prüfe+den+Link+gemäß+Anleitung+und+entferne+dann+diesen+Hinweis.
3. ↑  simpsonspedia.net